# هوغو سيمبيرغ
هوغو سيمبيرغ (بالفنلندية: Hugo Simberg)‏ (و. 1873 – 1917 م) هو رسام، من فنلندا، ولد في هامينا، توفي عن عمر يناهز 44 عاماً.

## روابط خارجية
- هوغو سيمبيرغ على موقع ميوزك برينز (الإنجليزية)
- هوغو سيمبيرغ على موقع ديسكوغز (الإنجليزية)